# 雄島村
雄島村（おしまむら）は福井県坂井郡にあった村。現在の坂井市の北西端、日本海沿岸にあたる。

## 地理
- 海洋 ： 日本海
- 河川 ： 九頭竜川
- 島嶼 ： 雄島

## 歴史
- 1889年（明治22年）4月1日 - 町村制の施行により、宿浦、米ヶ脇浦、陣ヶ岡村、安島浦、崎浦、梶浦及び浜地浦の区域をもって、雄島村が発足する。
- 1954年（昭和29年）3月31日 - 三国町、新保村、雄島村及び加戸村が合併して、改めて三国町が発足する。

## 村長
- 大針徳兵衛（1890年2月- ）

## 交通

### 鉄道路線
- 京福電気鉄道
  - 三国芦原線（現・えちぜん鉄道三国芦原線）
    - 三国港駅

## 名所・旧跡・観光スポット・祭事・催事
- 東尋坊